# Flectonotus fissilis
Flectonotus fissilis är en groddjursart som först beskrevs av Miranda-Ribeiro 1920.  Flectonotus fissilis ingår i släktet Flectonotus och familjen Hemiphractidae. IUCN kategoriserar arten globalt som livskraftig. Inga underarter finns listade i Catalogue of Life.